# George Butterworth
George Sainton Kaye Butterworth (12 de julio de 1885-5 de agosto de 1916) fue un compositor británico fundamentalmente conocido por sus adaptaciones musicales de los poemas de Alfred Edward Housman.
Aunque Butterworth nació en Londres, su familia se trasladó a Yorkshire poco después de su nacimiento. Recibió sus primeras lecciones musicales de su madre, que era cantante, y empezó a componer a una temprana edad. No obstante, su padre quería que fuese abogado, y por ello estudió en el Eton College y posteriormente en el Trinity College de Oxford.
En su estancia en el Trinity se fue orientando cada vez más hacia la música. Allí conoció a Ralph Vaughan Williams, con el que hizo varios viajes por la campiña inglesa recopilando melodías populares. Vaughan Williams dedicó a Butterworth su segunda sinfonía.
Al dejar Oxford, Butterworth comenzó una carrera como crítico musical y también en la enseñanza en diversas academias de música.
Butterworth no escribió muchas obras, y durante la guerra destruyó muchas que no apreciaba. De las que han sobrevivido, sus ciclos de canciones sobre poemas de A. E. Housman son las más conocidas.
Otras obras orquestales breves de Butterworth han logrado ser conocidas y apreciadas (por ejemplo "Two English Idylls" de 1911 y "The Banks of Green Willow" de 1913). Aquellos que han estudiado su obra completa suelen indicar que su prematura muerte impidió que todo su talento llegase a ser conocido.
Butterworth se alistó al estallar la I Guerra mundial y fue muerto por un francotirador en 1916 en la batalla de Pozières.